# Document'00
『document'00』（ライブ・イン・ヒビヤ・ノーカット）は、奥井雅美のドキュメンタリー映像作品である。
2000年12月21日にスターチャイルドよりVHSとDVDが発売・販売された。

## 概要
- 内容は2000年3月13日に行われたMasami Okui Birth-Live '00 と2000年8月27日から同年9月23日に行われたMasami Okui NEEI TOUR 2000の模様に、イベント、PV撮影、レコーディング、ラジオ、TV番組の収録風景など2000年の活動内容を追ったドキュメンタリー作品となっている。
- 先に発売されたLIVE CD『Li-Book 2000』を考慮したのか、収録曲のうちフルコーラスで収録されているものが少ない。
- DVD版は特典映像として、それまでに作成されたシングル14タイトルのCMスポット集が収録されている。

## 演奏会場
- 赤坂BLITZ（2000年3月13日）
- 福岡ドラムロゴス（2000年8月27日）
- 渋谷公会堂（2000年8月31日）
- 名古屋ダイアモンドホール（2000年9月3日）
- なんばマザーホール（2000年9月10日）
- アミューたちかわ（2000年9月23日）

## 収録内容
1. INTRODUCTION (Birth Live)
2. ビタミン 〜ぜったい、そうだ。〜 (Birth Live)
3. Birth Live RH.
4. Bay side love story -from tokyo- (Birth Live)
5. ラジオ「OVER THE END」スタート
6. endless life (Birth Live)
7. 輪舞-revolution (Birth Live)
8. 虹のように
9. 池袋トーク&サイン会イベント
10. 香港 PV.ロケ -OVER THE END-
11. OVER THE END (NEEI TOUR)
12. Moon [A.C Ver.]  (NEEI TOUR)
13. 英会話
14. スノーボード
15. L.A Recording -TURNING POINT-
16. TURNING POINT (NEEI TOUR)
17. Recording -CUTIE-
18. 横浜 PV. ロケ -CUTIE-
19. CUTIE (NEEI TOUR)
20. ラジオ「TURNING POINT」番宣収録
21. キッズステーション「アニぱら音楽館」収録
22. MFTV「MEGA HITS TOP 30」収録
23. オリコンイベント in 大阪マザーホール
24. MaBIC チキチキボーリング大会
25. 渋谷公会堂
26. Just do it (NEEI TOUR)
27. 領域 (NEEI TOUR)
28. CHAOS (NEEI TOUR)
29. 福岡ドラムロゴス
30. 物語 [A.C ver.]  (NEEI TOUR)
31. 名古屋ダイアモンドホール
32. 大阪マザーホール
33. アミューたちかわ
34. そうだ、ぜったい。 (NEEI TOUR)
35. Sunrise Sunset (NEEI TOUR)
36. 邪魔はさせない (NEEI TOUR)
37. M.M FAMILY (NEEI TOUR)

DVD映像特典
1. シングル14タイトルCMスポット集

## 参加ミュージシャン
ROYAL STRAIGHTS
- ドラム：佐藤強一
- ベース：住吉中
- ギター：遠藤太郎
- ギター：渡辺格
- キーボード：大平勉
- サックス：藤陵雅裕
- コーラス：遠藤ケロ
- コーラス：竹内千佳
- ダンサー：山城陽子
- ダンサー：稲垣亜矢

ゲストミュージシャン
- ベース：山田正人
- ベース：佐藤秀樹
- ギター：北島健二
- コーラス：副田研二